# Pont-Hébert
Pour les articles homonymes, voir Pont (toponyme) et Hébert.
Pont-Hébert [pɔ̃ ebɛʁ] est une commune française, située dans le département de la Manche en région Normandie, peuplée de 1 902 habitants.
Elle est créée le 1er janvier 2018 sous le statut de commune nouvelle après la fusion de Pont-Hébert (commune déléguée) et du Hommet-d'Arthenay.

## Géographie
La commune s'inscrit dans le parc naturel régional des Marais du Cotentin et du Bessin.
Pont-Hébert est bordée à l'ouest par la Terrette et un ruisseau affluent, le Vautrel. Elle est traversée par la Vire, la route nationale 174, et la ligne de chemin de fer Lison - Saint-Lô avec un arrêt à 200 mètres du bourg, mais sur la rive droite de la Vire, sur la commune de Rampan.
Elle se compose d'un bourg central important (Pont-Hébert) et de plusieurs écarts : les Pézerils (avec sa chapelle), le Hameau Thomasse, les Fourneaux, la Chesnée, le Clos Bessin, le Rocher, le Hamel au Duc, le Buisson, Village aux Boisdres, la Bruyère, l'Hôtel Gautier, Esglandes (avec chapelle, cimetière, château), le Gué Hébert, la Verdelette, la Huberdière, la Vicquerie, la Hucherie, la Fautelaye, la Raierie, la Vannerie, l'Épine au Verdier, la Godarderie, le Bois, la Martinière, l'Onfraie, Beaupré, la Bréhannerie, le Mesnil Durand (avec sa chapelle), la Crespinnière, la Bessinière, la Goutelle, l'Hôtel Pastey, les Hauts Vents, les Bas Vents, l'Hôtel Adam, le Hameau Billard.
La partie ouest de la commune est composée de vastes champs dont le Vignot (lieu-dit non bâti).
À côté de la Godarderie, on trouve les restes d'une carrière.

### Hydrographie
La commune est située dans le bassin Seine-Normandie. Elle est drainée par la Vire, la Terrette, la Losque, la rivière des Gouffres, le ruisseau de Belle-Eau, le bras 01 de la commune du Pont-Hébert, le canal 01 de la commune du Hommet d'Arthenay, le canal 01 de la commune du Hommet-D'Arthenay, le canal 01 du Hommet, le canal 02 de la commune le Hommet d'Arthenay, le fossé 01 de la commune d'Hommet d'Arthenay, le fossé 01 des Pézerils, le fossé 01 du Mesnil-Durand, le fossé 03 de la commune du Pont Hebert, le fossé 03 de la Vannerie, le ruisseau du Marais du Hommet, le ruisseau du Port au Féron, le Vautrel et divers autres petits cours d'eau,.
La Vire, d'une longueur de 128 km, prend sa source dans la commune de Vire Normandie et se jette  dans la baie de Seine en limite d'Osmanville et de Carentan-les-Marais, après avoir traversé 27 communes. Les caractéristiques hydrologiques de la Vire sont données par la station hydrologique située sur la commune de Saint-Lô. Le débit moyen mensuel est de 12,9 m3/s. Le débit moyen journalier maximum est de 245 m3/s, atteint lors de la crue du 15 février 1990. Le débit instantané maximal est quant à lui de 256 m3/s, atteint le même jour.
La Terrette, d'une longueur de 29 km, prend sa source dans la commune de Cerisy-la-Salle et se jette  dans la Taute en limite de Tribehou et de Graignes-Mesnil-Angot, après avoir traversé 13 communes. 

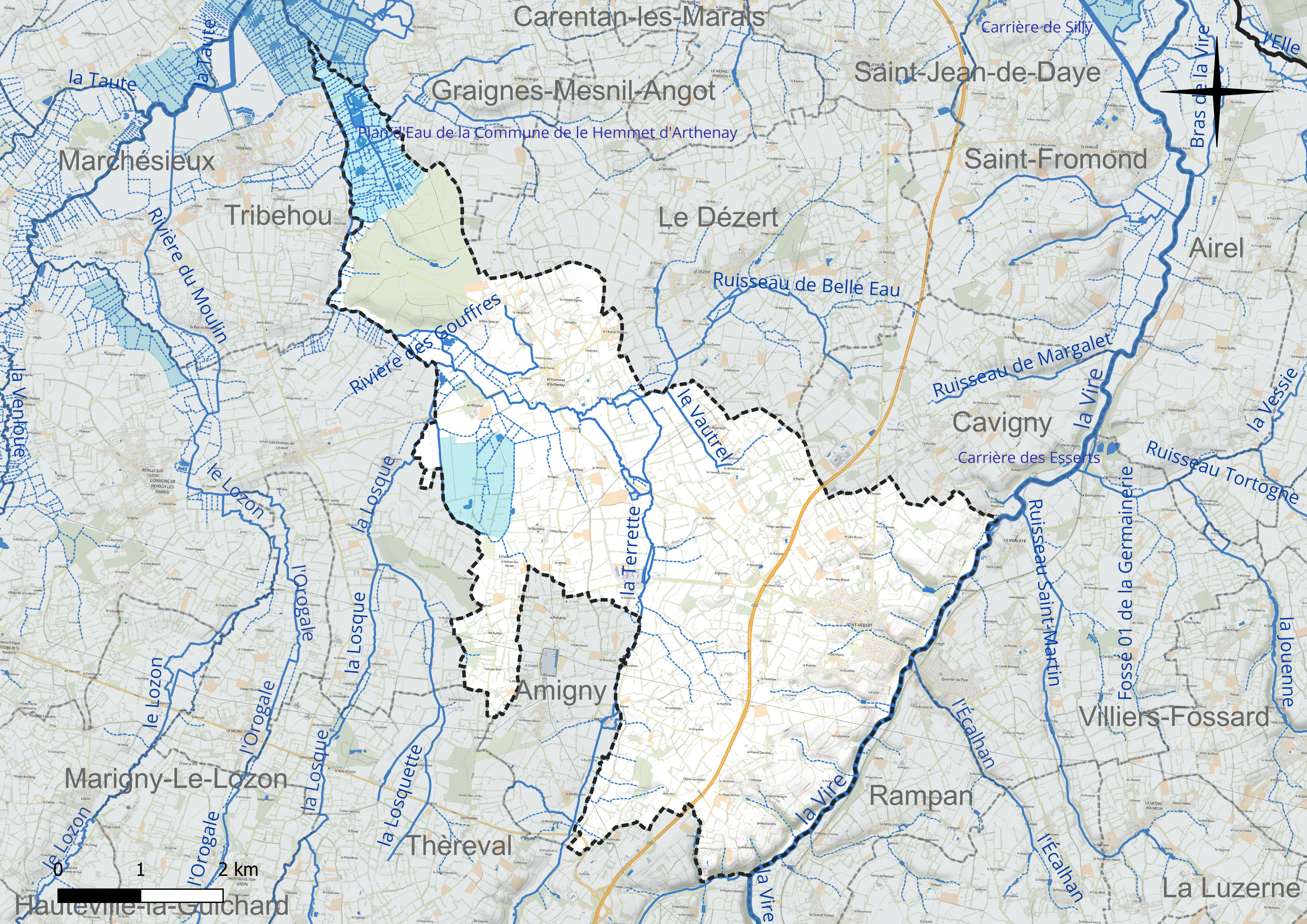
Réseau hydrographique de Pont-Hébert.

Deux plans d'eau complètent le réseau hydrographique : le plan d'eau 2 de la commune de le Hommet d'Arthenay (1,3 ha) et le plan d'eau de la commune de le Hemmet d'Arthenay (2,1 ha),.

### Climat
Le climat qui caractérise la commune est qualifié, en 2010, de « climat océanique franc », selon la typologie des climats de la France qui compte alors huit grands types de climats en métropole. En 2020, la commune ressort du type « climat océanique » dans la classification établie par Météo-France, qui ne compte désormais, en première approche, que cinq grands types de climats en métropole. Ce type de climat se traduit par des températures douces et une pluviométrie relativement abondante (en liaison avec les perturbations venant de l'Atlantique), répartie tout au long de l'année avec un léger maximum d'octobre à février.
Les paramètres climatiques qui ont permis d’établir la typologie de 2010 comportent six variables pour les températures et huit pour les précipitations, dont les valeurs correspondent à la normale 1971-2000. Les sept principales variables caractérisant la commune sont présentées dans l'encadré ci-après.
| Paramètres climatiques communaux sur la période 1971-2000 - Moyenne annuelle de température : 10,9 °C - Nombre de jours avec une température inférieure à −5 °C : 1,5 j - Nombre de jours avec une température supérieure à 30 °C : 1 j - Amplitude thermique annuelle : 11,3 °C - Cumuls annuels de précipitation : 842 mm - Nombre de jours de précipitation en janvier : 14,2 j - Nombre de jours de précipitation en juillet : 8 j |

Avec le changement climatique, ces variables ont évolué. Une étude réalisée en 2014 par la Direction générale de l'Énergie et du Climat complétée par des études régionales prévoit en effet que la température moyenne devrait croître et la pluviométrie moyenne baisser, avec toutefois de fortes variations régionales. La station météorologique de Météo-France installée sur la commune et en service de 1996 à 2010 permet de connaître l'évolution des indicateurs météorologiques. Le tableau détaillé pour la période 1981-2010 est présenté ci-après.
| Mois                                  | jan.             | fév.          | mars          | avril         | mai           | juin          | jui.          | août           | sep.           | oct.            | nov.            | déc.            | année      |
| ------------------------------------- | ---------------- | ------------- | ------------- | ------------- | ------------- | ------------- | ------------- | -------------- | -------------- | --------------- | --------------- | --------------- | ---------- |
| Température minimale moyenne (°C)     | 3,1              | 3,5           | 4,5           | 6             | 9,2           | 11,5          | 13,1          | 13,3           | 11,5           | 9,4             | 6,2             | 3,3             | 7,9        |
| Température moyenne (°C)              | 5,7              | 6,5           | 8,1           | 10            | 13,3          | 16            | 17,5          | 17,9           | 15,9           | 12,8            | 9               | 6               | 11,6       |
| Température maximale moyenne (°C)     | 8,3              | 9,5           | 11,7          | 14            | 17,4          | 20,4          | 21,9          | 22,5           | 20,2           | 16,2            | 11,9            | 8,8             | 15,3       |
| Record de froid (°C) date du record   | −13,5 02.01.1997 | −8 28.02.05   | −5 01.03.05   | −1,7 06.04.06 | 1,3 18.05.05  | 4,2 04.06.01  | 7,5 12.07.00  | 6,7 28.08.1998 | 4,4 10.09.1997 | −3,9 30.10.1997 | −4,2 22.11.1998 | −7,5 29.12.1996 | −13,5 1997 |
| Record de chaleur (°C) date du record | 15,3 09.01.1998  | 19 14.02.1998 | 22,3 20.03.05 | 24,5 30.04.05 | 30,3 27.05.05 | 33,5 19.06.05 | 32,8 25.07.06 | 37,8 05.08.03  | 32,1 04.09.05  | 24,8 10.10.05   | 19 06.11.03     | 16,2 07.12.00   | 37,8 2003  |
| Précipitations (mm)                   | 92,9             | 74,3          | 74,7          | 68,8          | 79,9          | 54            | 63,7          | 73,6           | 71,6           | 102,9           | 105,9           | 110             | 972,3      |

## Urbanisme

### Typologie
Au 1er janvier 2024, Pont-Hébert est catégorisée bourg rural, selon la nouvelle grille communale de densité à sept niveaux définie par l'Insee en 2022.
Elle appartient à l'unité urbaine de Pont-Hébert, une agglomération intra-départementale regroupant deux  communes, dont elle est ville-centre,,. Par ailleurs la commune fait partie de l'aire d'attraction de Saint-Lô, dont elle est une commune de la couronne,. Cette aire, qui regroupe 63 communes, est catégorisée dans les aires de 50 000 à moins de 200 000 habitants,.

## Transport
La commune est desservie par le transport en commun départemental par bus (Manéo) via la ligne 001 : Cherbourg-Octeville - Valognes - Carentan - Saint-Lô.
La gare de Pont-Hébert est un arrêt sans personnel de la Société nationale des chemins de fer français (SNCF), desservi par des trains TER Basse-Normandie qui effectuent des missions entre les gares de Coutances et de Caen.

## Toponymie
Le nom de la paroisse est attesté sous la forme Pons Herberii en 1260.

### Microtoponymie
- Mesnil Durand attesté au XIIe siècle sous la forme Maisnillo Durand[37].
- Esglandes, attesté au XIIe siècle. Jadis Aiguelande, du latin Aquilanda, « terre d'eau ». Toponyme évident puisque basé dans les prés humides des marais du Cotentin[38].

Les lieux-dits en Y-ère/-erie sont des habitats ultérieurs, résultant du développement démographique de la Normandie. Ils désignaient la ferme de la famille Y, fondée sur les nouvelles terres obtenues par les grands défrichements des XIe – XIIIe siècles. Les essarts prennent le nom des défricheurs, suivi de la désinence -erie ou -ière.
Les autres lieux-dits en (Hôtel / Hameau / Le / Clos / Pont / Maison)-Y sont des constructions plus tardives, ils désignaient la propriété de la famille Y (comme Pont-Hébert lui-même).

## Histoire

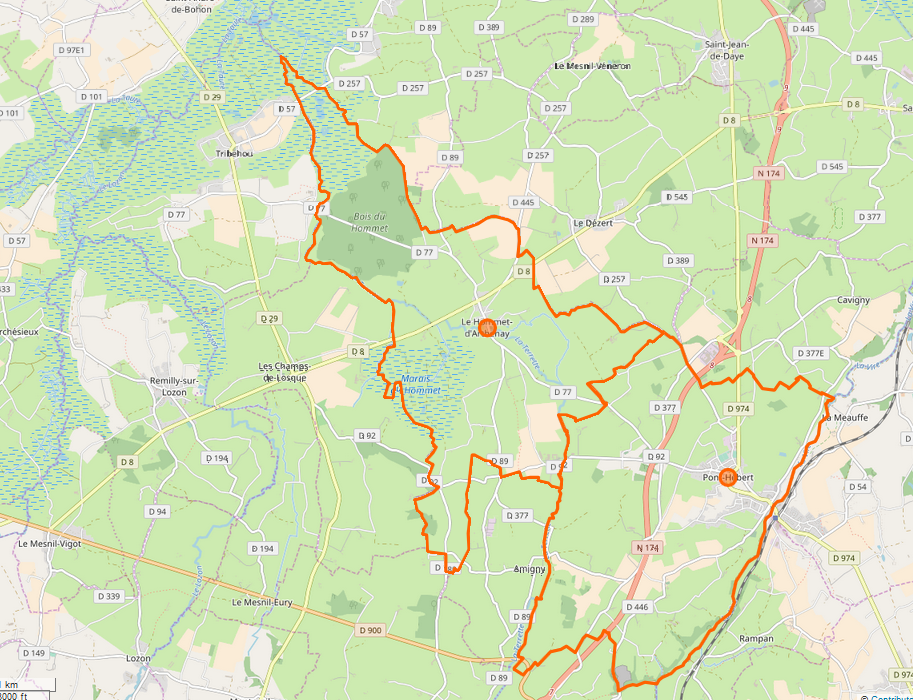
Carte de la commune nouvelle.

La commune du Hommet-d'Arthenay est créée en 1831 par la fusion du Hommet et de Saint-Pierre-d'Arthenay.
La commune de Pont-Hébert est créée en 1836 par la fusion des communes de Bahais, d'Esglandes et du Mesnil-Durand. Le hameau Bahais a été rattaché à la commune de Cavigny.
Depuis 1945, Pont-Hébert s'accroît. Ce qui était autrefois le simple hameau Pont-Hébert (basé sur la Vire) s'est développé en bourg sur l'axe RN 174, contenant la majorité de la population.
Le 1er janvier 2018, la commune a le statut de commune nouvelle après la fusion avec Le Hommet-d'Arthenay.

## Politique et administration
| Nom                                    | Code Insee | Intercommunalité  | Superficie (km2) | Population (dernière pop. légale) | Densité (hab./km2) |
| -------------------------------------- | ---------- | ----------------- | ---------------- | --------------------------------- | ------------------ |
| Pont-Hébert (commune déléguée) (siège) | 50409      | CA Saint-Lô Agglo | 14,99            | 1 575 (2020)                      | 105                |
| Le Hommet-d'Arthenay                   | 50248      | CA Saint-Lô Agglo | 14,85            | 340 (2020)                        | 23                 |

### Liste des maires
| Période         | Période     | Identité        | Étiquette | Qualité |
| --------------- | ----------- | --------------- | --------- | --- |
| 10 janvier 2018 | 26 mai 2020 | Lucien Boëm     | PS        | Professeur retraité Conseiller général de Saint-Jean-de-Daye (2004 → 2015) Ancien 1er secrétaire fédéral du PS de la Manche |
| 26 mai 2020     | En cours    | Michel Richomme | PS        | Pompier professionnel retraité Premier adjoint au maire (2014 → 2020)                                                       |

## Démographie
L'évolution du nombre d'habitants est connue à travers les recensements de la population effectués dans la commune depuis sa création.
En 2022, la commune comptait 1 902 habitants, en évolution de −6,86 % par rapport à 2016 (Manche : −0,31 %, France hors Mayotte : +2,11 %).
| 2015  | 2020  | 2022  |
| ----- | ----- | ----- |
| 2 117 | 1 915 | 1 902 |

## Enseignement
- École maternelle et primaire (publique).

## Économie
- Manche Confection : fabrication de vêtements pour femmes et fillettes.
- Laiterie Claudel, en fait située à La Meauffe et Rampan. La laiterie a fermé en 1986.
- Ferme de la Blanche Maison (ferme expérimentale).

## Lieux et monuments

### Patrimoine religieux
- Église Saint-Aubin (XIXe – XXe siècles). Elle fut reconstruite, à l'exception du clocher, de 1954 à 1956 selon les plans de l'architecte Étienne Martinet. À l'intérieur, verrière (XXe) de Paul Bony, statue de saint Aubin (XVIIIe). L'édifice est labellisé patrimoine du XXe siècle[42].
- Église Saint-Pierre (Saint-Pierre-d'Arthenay). Elle est de style gothique et dispose d'une statue du Christ en croix, fait de chêne et de fer, datant de la 1re moitié du XVIe siècle et classée au titre objet aux monuments historiques depuis le 18 mars 1994[43], Base Mémoire[44], Base Palissy[45].
- Chapelle des Pèzerils (XIIIe siècle).
- Chapelle du Mesnil-Durand (XVIIe siècle).
- Chapelle Saint-Pierre d'Esglandes (XVIIe siècle) ; restes du clocher de l'église paroissiale et cimetière.

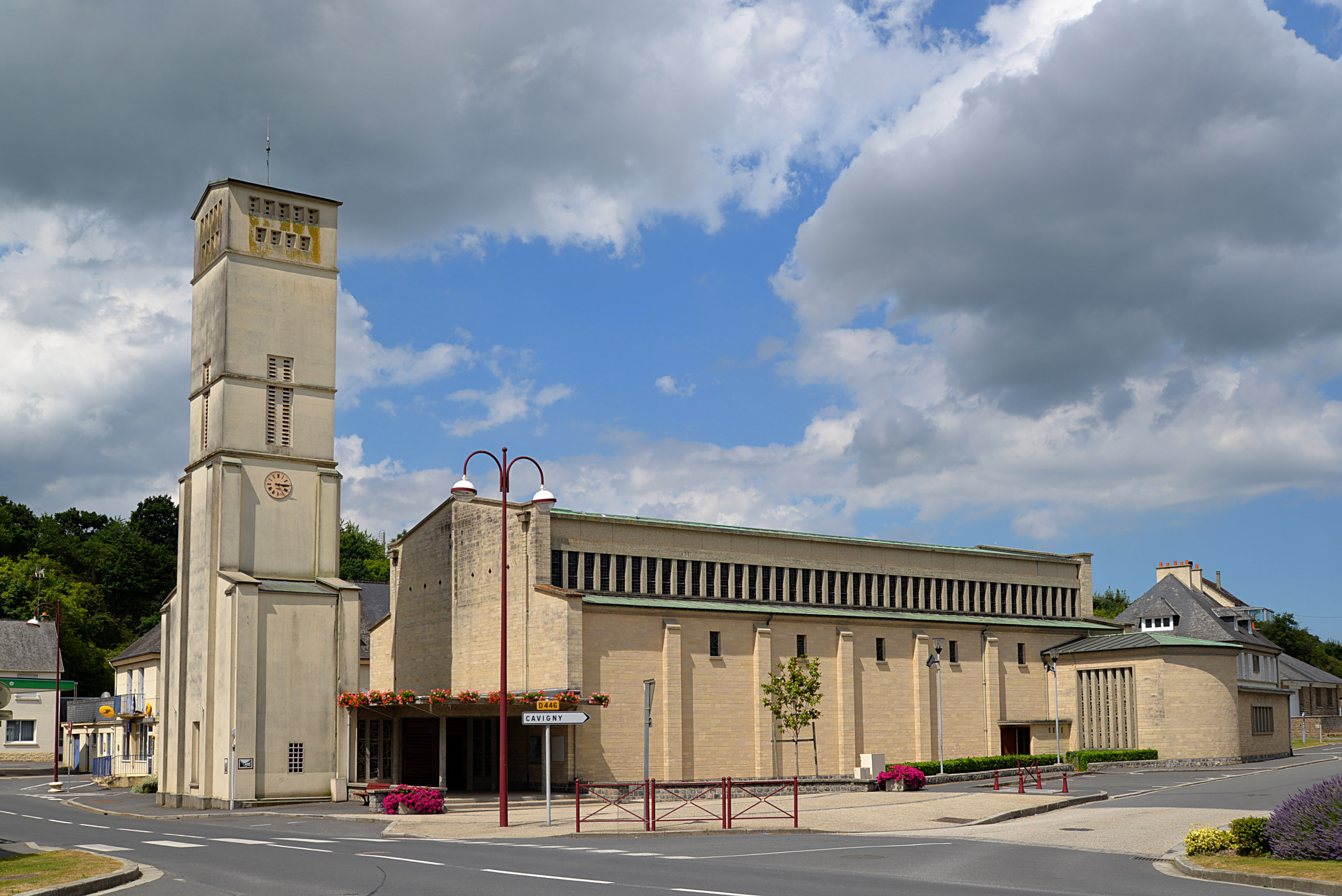
L'église Saint-Aubin.
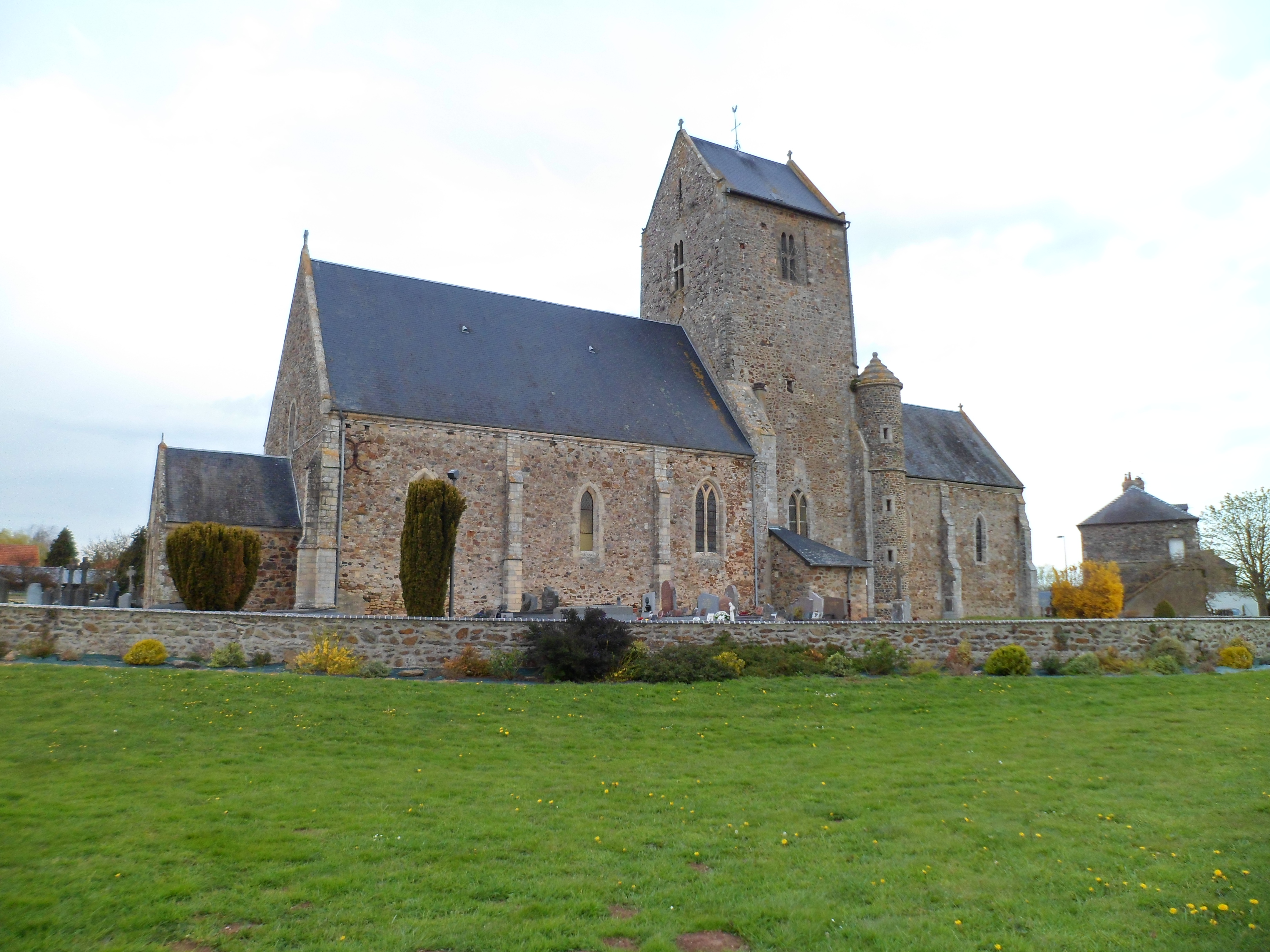
L'église Saint-Pierre.
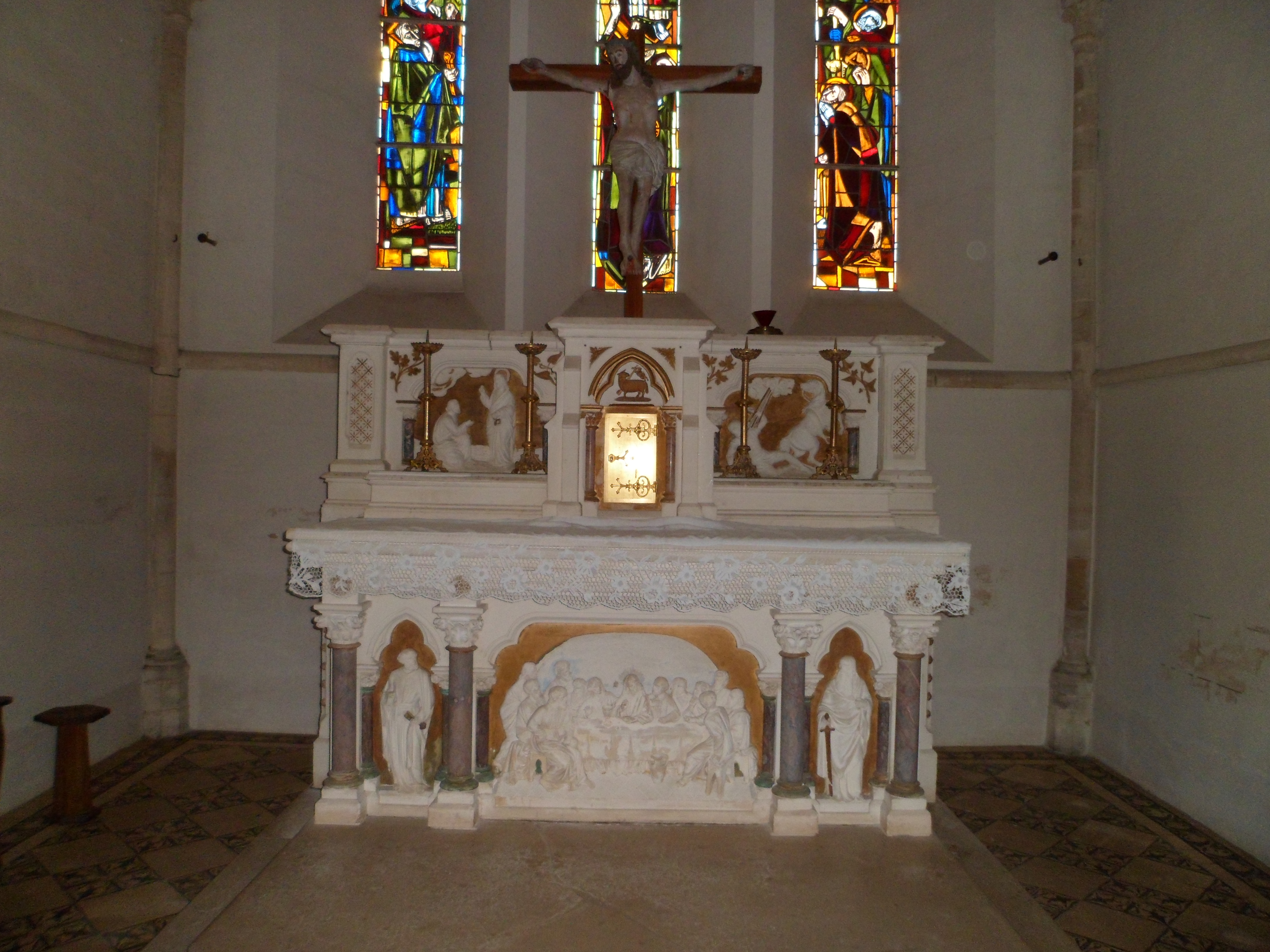
Le maître-autel.
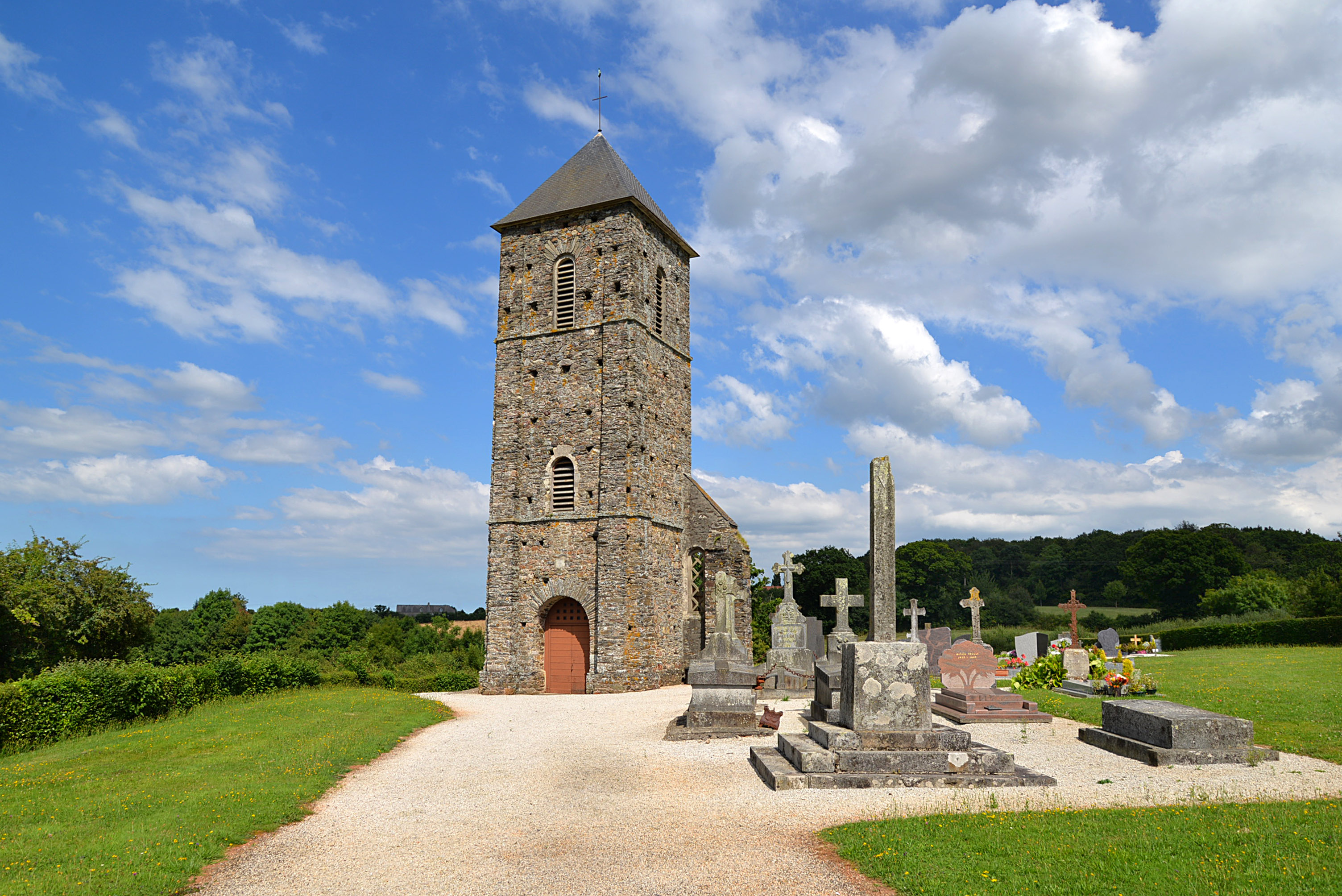
Les vestiges de l'église Notre-Dame d'Esglandes.
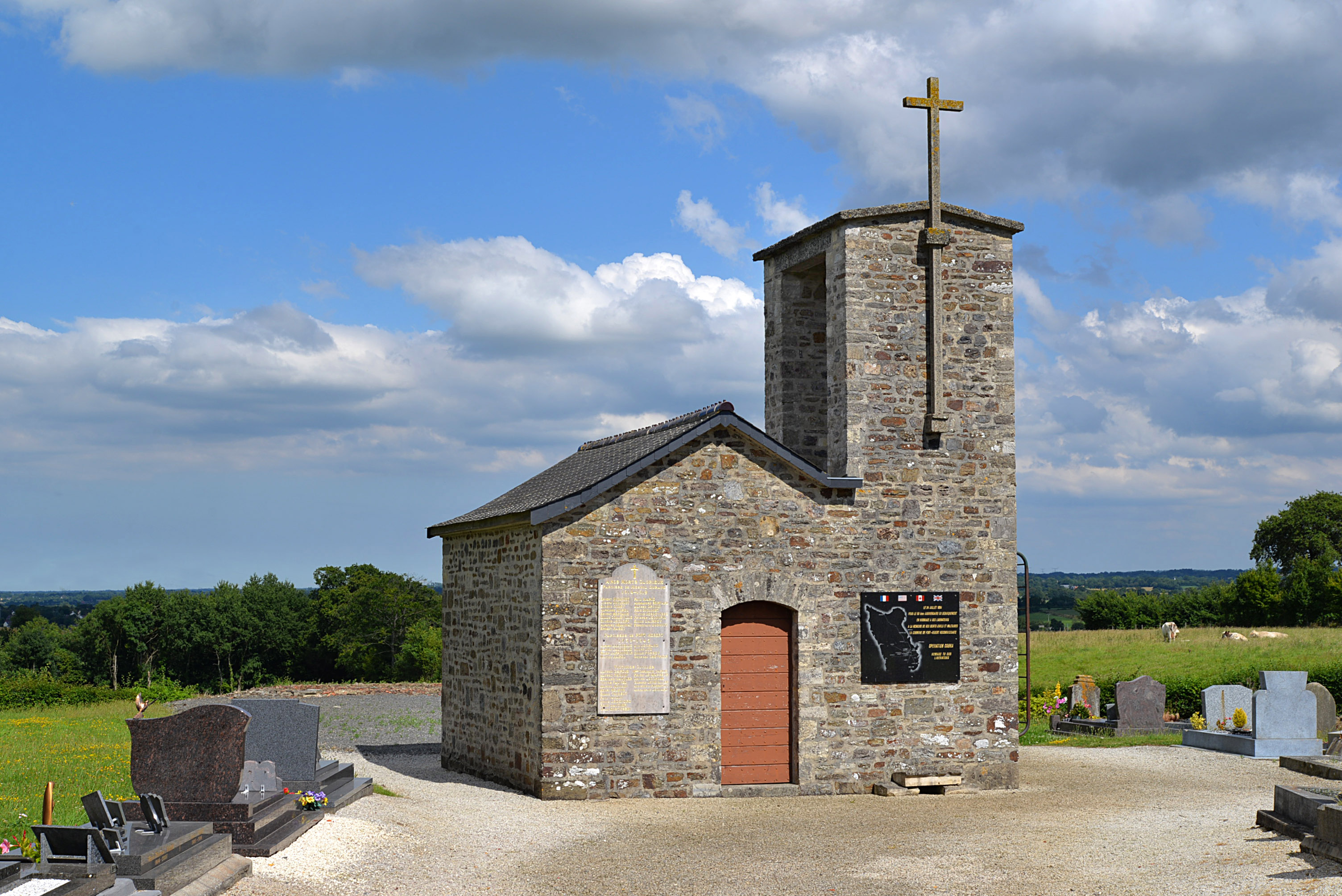
La chapelle Saint-Pierre du Mesnil-Durand.

### Patrimoine civil
- Site de l'ancien château médiéval du Hommet, détruit.
- Manoir de la Ducrie (fin XVIe siècle).
- Ferme-manoir des Pézerils (XVIIe siècle). À proximité vestiges d'un château commencé à la fin du XVIIIe siècle et qui n'a jamais été achevé[42].
- Deux châteaux (privés).
- Tour carrée du Hommet (privée).
- La mairie (ancien presbytère).
- Le château de Thère (accueille le lycée de Thère).

## Personnalités liées à la commune
- Henri Claudel (1884-1971), industriel du lait, né à Saulxures-sur-Moselotte dans les Vosges et créateur de la laiterie Claudel à Pont-Hébert en 1912.
- Jean Baisnée, né en 1931 à Pont-Hébert, professeur de lettres, fonctionnaire, écrivain et traducteur.
- François Digard, né en 1947 à Pont-Hébert, maire de Saint-Lô.
- Famille du Hommet.